# Mémorial Vincenzo Mantovani
Le Mémorial Vincenzo Mantovani est une course cycliste italienne disputée autour de Castel d'Ario, en Lombardie. Organisé par l'UC Ceresarese, il rend hommage à l'ancien coureur cycliste Cencio Mantovani, médaillé olympique en 1964.
Cette compétition fait partie du calendrier de la Fédération cycliste italienne, en catégorie 1.19. Elle est ouverte aux coureurs espoirs (moins de 23 ans) ainsi qu'aux élites.

## Présentation
Le parcours actuel est composé d'un premier circuit de 12,8 kilomètres à dix tours. Il est ensuite suivi d'un second circuit urbain de quatre kilomètres, qui est emprunté à quatre reprises. Le Mémorial se déroule ainsi sur une distance totale de 144 kilomètres,,. 
L'édition 2020 est annulée en raison de la pandémie de Covid-19.

## Palmarès depuis 1996
| Année | Vainqueur           | Deuxième              | Troisième           |
| ----- | ------------------- | --------------------- | ------------------- |
| 1996  | Roberto Zoccarato   | Enrico Cassani        | Nicola Chesini      |
| 1997  | ?                   |                       |                     |
| 1998  | Denis Bertolini     |                       |                     |
| 1999  | ?                   |                       |                     |
| 2000  | Simone Cadamuro     |                       |                     |
| 2001  | Guillermo Bongiorno |                       |                     |
| 2002  | Marco Menin         |                       |                     |
| 2003  | Samuele Marzoli     |                       |                     |
| 2004  | Marco Gelain        | Luca Amoriello        | Emiliano Donadello  |
| 2005  | Honorio Machado     |                       |                     |
| 2006  | Emiliano Donadello  | Mauro Abel Richeze    | Marco Boz           |
| 2007  | Matteo Busato       | Alessandro Bernardini | Edoardo Costanzi    |
| 2008  | Filippo Baggio      | Michele Merlo         | Matteo Pelucchi     |
| 2009  | Andrea Guardini     | Filippo Baggio        | Leonardo Pinizzotto |
| 2010  | Marco Benfatto      | Mirko Nosotti         | Lorenzo Mola        |
| 2011  | Gianluca Leonardi   | Marco Benfatto        | Marco Zanotti       |
| 2012  | Andrea Peron        | Rino Gasparrini       | Paolo Simion        |
| 2013  | Gianmarco Serri     | Gianluca Leonardi     | Mirco Maestri       |
| 2014  | Daniele Cavasin     | Nicola Toffali        | Mirco Maestri       |
| 2015  | Nicolò Rocchi       | Mirco Maestri         | Gianluca Milani     |
| 2016  | Michael Bresciani   | Luca Muffolini        | Andrea Toniatti     |
| 2017  | Nicolò Rocchi       | Gianmarco Begnoni     | Davide Donesana     |
| 2018  | Alberto Dainese     | Moreno Marchetti      | Enrico Zanoncello   |
| 2019  | Attilio Viviani     | Ahmed Galdoune        | Leonardo Marchiori  |
| 2020  | annulé              | annulé                | annulé              |
| 2021  | Riccardo Lucca      | Cristian Rocchetta    | Riccardo Verza      |
| 2022  | Samuel Quaranta     | Federico Guzzo        | Edoardo Zamperini   |
| 2023  | Simone Buda         | Gianluca Cordioli     | Cristian Rocchetta  |
| 2024  | Matteo Baseggio     | Matteo Zurlo          | Maurizio Cetto      |
| 2025  | Lorenzo Anniballi   | Antonio Bonaldo       | Damiano Lavelli     |